# DFL-Supercup 2015
DFL-Supercup 2015 bylo historicky šesté jednozápasové utkání každoročně pořádané soutěže zvané DFL-Supercup. Účastníci soutěže byli dva - vítěz německé Bundesligy 2014/2015 FC Bayern Mnichov, který se střetl s vítězem německého poháru DFB-Pokal ze stejné sezóny, mužstvem VfL Wolfsburg.
Utkání se odehrálo 1. 8. 2015 na domácím hřišti Wolfsburgu Volkswagen Arena, VfL porazil Bayern v penaltovém rozstřelu a stal se vítězem tohoto ročníku DFL-Supercupu. Výraznou postavou tohoto střetnutí se stal dánský útočník Nicklas Bendtner, který po příchodu na hřiště vyrovnal minutu před koncem řádné hrací doby na 1:1 a poté proměnil rozhodující penaltový pokus.

## Detaily zápasu
| 1. 8. 2014 20:30 SELČ |               |                |                                                                 |
| VfL Wolfsburg         | 1 : 1 (0 : 0) | Bayern Mnichov | Wolfsburg Arena, Wolfsburg diváci: 30 000 rozhodčí: Marco Fritz |
| Bendtner 89'          | Report        | Robben 49'     | Wolfsburg Arena, Wolfsburg diváci: 30 000 rozhodčí: Marco Fritz |

|                                                     |       | Penaltový rozstřel             |  |
| Ricardo Rodríguez De Bruyne Schürrle Kruse Bendtner | 5 : 4 | Vidal Alonso Robben Lahm Costa |  |

| VfL Wolfsburg | Bayern |

| GK             | 28 | Koen Casteels     |     |     |
| RB             | 8  | Vieirinha         |     |     |
| CB             | 25 | Naldo             | 71' |     |
| CB             | 5  | Timm Klose        |     |     |
| LB             | 34 | Ricardo Rodríguez |     |     |
| CM             | 23 | Josuha Guilavogui | 35' |     |
| CM             | 27 | Maximilian Arnold |     |     |
| RW             | 7  | Daniel Caligiuri  |     | 63' |
| AM             | 14 | Kevin De Bruyne   |     |     |
| LW             | 9  | Ivan Perišić      | 77' | 70' |
| CF             | 12 | Bas Dost          |     | 70' |
| Náhradníci:    |    |                   |     |     |
| GK             | 20 | Max Grün          |     |     |
| DF             | 4  | Marcel Schäfer    |     |     |
| DF             | 15 | Christian Träsch  |     |     |
| DF             | 31 | Robin Knoche      |     |     |
| MF             | 17 | André Schürrle    |     | 63' |
| FW             | 3  | Nicklas Bendtner  |     | 70' |
| FW             | 11 | Max Kruse         |     | 70' |
| Trenér:        |    |                   |     |     |
| Dieter Hecking |    |                   |     |     |

| GK              | 1  | Manuel Neuer       |     |     |
| CB              | 5  | Mehdi Benatia      |     |     |
| CB              | 17 | Jérôme Boateng     |     |     |
| CB              | 27 | David Alaba        |     |     |
| DM              | 21 | Philipp Lahm       |     |     |
| DM              | 14 | Xabi Alonso        |     |     |
| CM              | 6  | Thiago             |     | 74' |
| RW              | 10 | Arjen Robben       |     |     |
| LW              | 11 | Douglas Costa      | 21' |     |
| CF              | 25 | Thomas Müller      |     | 84' |
| CF              | 9  | Robert Lewandowski |     | 72' |
| Náhradníci:     |    |                    |     |     |
| GK              | 26 | Sven Ulreich       |     |     |
| DF              | 13 | Rafinha            |     | 72' |
| DF              | 18 | Juan Bernat        |     |     |
| MF              | 19 | Mario Götze        |     | 84' |
| MF              | 20 | Sebastian Rode     |     |     |
| MF              | 23 | Arturo Vidal       | 82' | 74' |
| MF              | 32 | Joshua Kimmich     |     |     |
| Trenér:         |    |                    |     |     |
| Josep Guardiola |    |                    |     |     |

| Asistenti rozhodčího:: Dominik Schaal Marcel Pelgrim Čtvrtý rozhodčí: Jochen Drees |